# 托尔斯滕·约恩克
托尔斯滕·约恩克（瑞典語：Torsten Jöhncke，1912年3月14日—1984年11月8日），瑞典男子冰球运动员，场上位置是前锋。他曾代表瑞典国家队参加1936年冬季奥林匹克运动会冰球比赛，获得第5名。